# اريك دونالدسون (مغني)
اريك دونالدسون (بالإنجليزية: Eric Donaldson)‏ هو مغني جامايكي، ولد في 11 يونيو 1947 في Kent Village ‏ في جامايكا.

## وصلات خارجية
- اريك دونالدسون على موقع ميوزك برينز (الإنجليزية)
- اريك دونالدسون على موقع أول ميوزيك (الإنجليزية)
- اريك دونالدسون على موقع ديسكوغز (الإنجليزية)